# Ritsurin-kōen
Le Ritsurin-kōen (栗林公園, jardin de Ritsurin) est un jardin historique situé dans la ville de Takamatsu dont l'origine remonte au début du XVIIe siècle. C'est l'un des plus beaux jardins du Japon, le plus vaste à avoir reçu le label de paysage exceptionnel (特別名勝, tokubetsu meishō). Adossé au mont Shiun (紫雲山, Shiun-zan), le jardin présente des paysages variés et pittoresques parsemés d'étangs, de collines boisées, de ponts et de pavillons. Il est divisé en un jardin de style japonais dans le sud et un jardin de style occidental dans le nord.

## Historique
La construction du Ritsurin-kōen a commencé par le bassin sud aux alentours de 1625, sous l'égide de Ikoma Takatoshi, quatrième daimyo de la province de Sanuki. Le clan Ikoma fut chassé de Takamatsu en 1640, et la province de Sanuki fut divisée en plusieurs domaines.
En 1642, le domaine de Takamatsu (高松藩, Takamatsu han) fut attribué à Matsudaira Yorishige, un petit-fils de Ieyasu Tokugawa. Pendant plus d'un siècle, cinq générations de daimyos du clan Matsudaira œuvrèrent à l'agrandissement et à l'embellissement du jardin, aménageant les étangs et les collines boisées, jusqu'à ce qu'il prenne sa structure définitive en 1745.
Le Ritsurin-kōen fut utilisé comme résidence des Matsudaira pendant 228 ans, jusqu'en 1870. En effet, peu après le renversement du shogunat Tokugawa, il devint une possession du gouvernement Meiji. Il devint ensuite jardin municipal de la ville de Takamatsu et fut ouvert au public le 16 mars 1875.
Son apparence continua cependant d'évoluer, notamment dans sa partie nord qui se rapproche aujourd'hui d'un jardin botanique occidental. Le 8 mars 1922, le Ritsurin-kōen gagne le label de « site pittoresque ». Le 31 mars 1953, l'Agence des affaires culturelles lui décerne le titre de « paysage exceptionnel » du Japon. C'est aujourd'hui le plus grand jardin du Japon à porter ce label.